# Steve Rogers (beisbolista)
Stephen Douglas Rogers (nacido el 26 de octubre de 1949) es un ex lanzador abridor de Grandes Ligas que jugó toda su carrera para los Expos de Montreal. Bateó y lanzó con la mano derecha.

## Primeros años
Rogers nació en Jefferson City, Missouri y se crio en Springfield con Doug y Connie Rogers, siendo el primero dentista. Lanzó para su equipo de la escuela secundaria en el tercer y cuarto año, lanzándolos a las semifinales del campeonato estatal en el último año. Rogers fue descubierto por Tom Greenwade de los Yankees de Nueva York, quienes lo seleccionaron en la 67.ª ronda del draft de 1967. Sin embargo, el padre de Rogers le dijo al cazatalentos que su hijo no estaba listo, lo que llevó a Greenwade a recomendar a Rogers a Gene Shell, entrenador de la Universidad de Tulsa. Durante el segundo año de Rogers, el equipo llegó al juego por el título de la Serie Mundial Universitaria, perdiendo 10-1 ante Arizona State. Rogers fue incluido en el equipo de todos los torneos de la Serie Mundial Universitaria de 1971. Mientras estuvo en la Universidad de Tulsa, fue miembro de la Fraternidad Kappa Sigma. Rogers se graduó con un título en ingeniería petrolera.

## Carrera en las Grandes Ligas
Rogers es recordado como posiblemente el lanzador más exitoso en la historia de los Expos de Montreal. Rogers era conocido por una entrega inusual, que parecía casi tropezar durante su seguimiento.
Rogers fue seleccionado por los Expos de Montreal en la primera ronda (cuarta en general) del draft amateur de 1971. Rogers hizo su debut el 18 de julio de 1973 contra los Astros de Houston en el Astrodome. Lanzó ocho entradas y permitió dos carreras y cuatro hits, con tres bases por bolas y dos ponches. Aunque Rogers no recibió una decisión, los Expos prevalecieron 3-2 en la décima entrada. Ocho días después, recibió la primera victoria de su carrera en el Veterans Stadium, contra los Filis de Filadelfia, lanzando un hit, ponchando a tres y caminando a uno en la victoria por 4-0. Ese año, Rogers tuvo marca de 10-5 con efectividad de 1.54 en 17 juegos y 134 entradas de trabajo, con siete juegos completos, 64 ponches y 49 bases por bolas. Terminó segundo en el premio al Novato del Año de las Grandes Ligas de Béisbol de la Liga Nacional votando ese año a Gary Matthews. Junto a Matthews, fue galardonado con el premio al Novato del Año de Sporting News para esa temporada.
Para 1974, Rogers tuvo un año de altibajos. Comenzó bien la temporada, ganando sus primeras tres aperturas y con marca de 7-2 en un momento, pero posteriormente perdió sus siguientes seis juegos, con su efectividad subiendo por encima de cuatro cuando terminó mayo. En el momento de su última apertura antes del Juego de Estrellas el 23 de julio, tenía 10-11. A pesar de esto, fue nombrado para el Juego de Estrellas en el Three Rivers Stadium, aunque no lanzó. Rogers perdió seis decisiones consecutivas a mediados de agosto. Él acabó 15-22 con una efectividad de 4.47 en 38 juegos y 2532⁄3 entradas de trabajo. Rogers tuvo 11 juegos completos y permitió 126 carreras limpias (un récord personal), con 154 ponches y 80 bases por bolas. Se enfrentó a más de mil bateadores (con 1.064) por primera vez en su carrera. Aun así, el mánager Gene Mauch se sintió frustrado por el hecho de que Rogers no repitiera el éxito del año anterior.
Al año siguiente, Rogers fue 11-12 con una efectividad de 3.29 en 35 juegos y 2512⁄3 entradas de trabajo. Tuvo 12 juegos completos con 137 ponches y 88 bases por bolas. Rogers terminó entre los diez primeros de numerosas categorías, como entradas lanzadas (noveno), juegos iniciados (décimo), juegos completos (octavo), hits (sexto), jonrones por nueve entradas (séptimo con 0.465), bateadores enfrentados (sexto ), y errores de un lanzador (primero, con siete).
Para 1976, Rogers fue seleccionado para comenzar el juego del Día Inaugural de los Expos, enfrentando a los Mets de Nueva York en el Shea Stadium. En seis entradas de trabajo, permitió tres carreras (dos limpias) en cuatro hits, con seis ponches y tres bases por bolas, llevándose la derrota cuando los Expos perdieron 3-2. Para la temporada, tuvo marca de 7-17 con efectividad de 3.21 en 33 juegos y 230 entradas de trabajo, con un salvamento. Rogers terminó con 150 ponches y 69 bases por bolas. La temporada fue turbulenta para los Expos, con un récord de 55-107, la primera y única vez que Rogers estuvo en un equipo de 100 derrotas.
Aunque nunca ganó 20 juegos, Rogers promedió 14 victorias por temporada entre 1974 y 1985. Hizo nueve aperturas en el Día Inaugural para los Expos, ocho de ellas consecutivamente desde 1976 hasta 1983.
La temporada de 1977 trajo cambios para Rogers y el equipo. Al timón como mánager de los Expos estaba Dick Williams, quien había llevado a los Atléticos de Oakland a campeonatos consecutivos de la Serie Mundial a principios de la década. Sin embargo, Williams no era fanático de Rogers. En su libro No More Mister Nice Guy, acusó a Rogers de no estar dispuesto a dar un paso al frente cuando su equipo lo necesitaba en los grandes juegos una vez que los Expos se convirtieron en contendientes. Según Williams, Rogers estaba en su mejor momento cuando los Expos estaban mal porque no tenía presión. Williams llamó a Rogers "un fraude", alegando que tenía "el síndrome del rey de la montaña". Rogers hizo su segunda apertura consecutiva en el Día Inaugural el 9 de abril de 1977 contra los Filis de Filadelfia. Lanzó cuatro entradas y permitió tres carreras y cinco hits, sin recibir una decisión cuando los Expos prevalecieron para ganar 4-3. Rogers fue 17-16 con una efectividad de 3.10 en 40 juegos y 301 2⁄3 entradas de trabajo, las últimas dos siendo máximos profesionales. También tuvo 17 juegos completos con 206 ponches y 81 bases por bolas, los dos primeros fueron máximos de su carrera. Se enfrentó a 1.235 bateadores, la mayor cantidad en su carrera en una temporada.
Al año siguiente, Rogers tuvo marca de 13-10 con efectividad de 2.47. En 30 juegos, tuvo 11 juegos completos con una blanqueada y un salvamento en 219 entradas. Tuvo 126 ponches y 64 bases por bolas. Fue nombrado para el Juego de Estrellas en San Diego. Rogers lanzó la cuarta y quinta entrada para la Liga Nacional, sin permitir carreras en dos hits.
Rogers tuvo otra excelente temporada de 1979. Tuvo marca de 13-12 con efectividad de 3.00 en 37 juegos, teniendo 13 juegos completos y alcanzando un récord personal de cinco blanqueadas. Lanzó 248 2⁄3 entradas de trabajo con 143 ponches y 78 bases por bolas.
Al año siguiente, mejoró a una temporada de 16-11 con una efectividad de 2.98. En 37 juegos, tuvo 14 juegos completos y lanzó 281 entradas con 147 ponches y 85 bases por bolas. Aunque no recibió un visto bueno en el Juego de Estrellas, terminó quinto en la carrera por el Premio Cy Young ante Steve Carlton.
1981 marcó un cambio para los Expos y Rogers. En junio se produjo una huelga que se prolongó hasta agosto, lo que provocó que la temporada se dividiera en dos mitades, lo que significaba que los ganadores de cada mitad para la división respectiva se enfrentarían entre sí. Rogers fue 12-8 con una efectividad de 3.42 en 22 juegos y 160 2⁄3 entradas de trabajo. Tuvo 87 ponches y 41 bases por bolas. La alienación del mánager Williams de jugadores como Rogers y el cerrador Jeff Reardon lo llevó a su despido el 7 de septiembre, 27 juegos antes de que terminara la segunda mitad, reemplazado por Jim Fanning. Los Expos se fueron 16-11 en la recta final para ganar la segunda mitad y asegurarse un lugar en los playoffs. En sus últimos cinco juegos de la temporada (todos bajo la dirección de Fanning), Rogers hizo 3-2 mientras lanzaba dos juegos completos. Rogers recibió la tarea de iniciar el juego inaugural de la Serie Divisional de la Liga Nacional contra los Filis de Filadelfia y el as Steve Carlton en el Estadio Olímpico de Montreal. En el primer partido de postemporada en Canadá el 7 de octubre, Rogers lanzó 8 2⁄3 entradas mientras permitía una carrera en diez hits mientras los Expos triunfaban 3-1. Fue enviado al montículo para el Juego 5 cuatro días después en el Veterans Stadium en Filadelfia para intentar darle a Montreal una victoria en la postemporada. Lanzó un juego completo mientras permitía seis hits y ninguna carrera cuando los Expos se abrieron paso en la quinta entrada. En el montículo contra Carlton, conectó un sencillo al jardín central, anotando a Larry Parrish y Chris Speier que resultó ser el hit ganador cuando los Expos ganaron 3-0. Comenzó el Juego 3 de la Serie de Campeonato de la Liga Nacional el 16 de octubre, enfrentándose a Jerry Reuss en Montreal. Rogers permitió una carrera en siete hits en un juego completo y los Expos prevalecieron 4-1. En el Juego 5 del 19, fue enviado en relevo para preservar un empate 1-1 en la novena entrada en relevo de Ray Burris. Retiró a Steve Garvey y Ron Cey antes de enfrentarse a Rick Monday. En una cuenta de 3-1, Monday conectó un jonrón que le dio a los Dodgers la ventaja. Los Expos no pudieron conseguir una carrera en la parte inferior de la entrada cuando los Dodgers ganaron la serie y el banderín de la Liga Nacional 2-1. La decisión del mánager Jim Fanning de usar a Rogers en ese juego, con solo dos días de descanso, todavía es debatida por los fanáticos de Montreal. En sus cuatro juegos de postemporada, Rogers tuvo foja de 3-1 con efectividad de 0.97 y dos juegos completos.
El año siguiente resultó ser el más productivo. Rogers hizo su séptima apertura en el Día Inaugural ese año, contra los Filis el 9 de abril como visitante. Lanzó un juego completo sin permitir carreras en tres hits, con dos bases por bolas y diez ponches, derrotando a Larry Christenson en la primera victoria de su carrera en el Día Inaugural. Tuvo un récord de 19–8, con un récord personal en victorias. Lanzó cuatro blanqueadas y lideró a todos los lanzadores de la Liga Nacional con una efectividad de 2.40, con 179 ponches y 65 bases por bolas. Rogers fue incluido en el Juego de Estrellas por cuarta vez, esta vez en el Estadio Olímpico de Montreal. Rogers lanzó las tres primeras entradas frente a su público local, permitiendo una carrera en cuatro hits con dos ponches. Recibió la victoria cuando la Liga Nacional golpeó temprano para ganar 4-1.
En 1983, Rogers hizo su octava apertura consecutiva en el Día Inaugural para los Expos. Enfrentando a los Cachorros de Chicago en el Wrigley Field, no permitió carreras en seis hits mientras tenía una base por bolas y seis ponches. Lideró la Liga Nacional en blanqueadas ese año con cinco, igualando el récord de su carrera, y fue nombrado al Juego de Estrellas por quinta y última vez, aunque no jugó en el juego.
Su carrera tardía se vio obstaculizada por las lesiones. 1984 fue su última temporada completa. No fue el abridor del Día Inaugural, y ese honor fue para Charlie Lea. Se fue 6-15 con una efectividad de 4.31, apareciendo en 31 juegos con 169 1⁄3 entradas lanzadas. Tuvo un juego completo, la cantidad más baja de su carrera. Tuvo 64 ponches y 78 bases por bolas, la primera vez que tuvo más bases por bolas que ponches. Tuvo tres errores en el campo, que fue más que sus últimas tres temporadas combinadas. Fue quinto en la liga en derrotas y segundo en la liga con lanzamientos salvajes a los 12.
Rogers hizo el inicio del Día Inaugural de los Expos, su novena y última ocasión, contra los Rojos de Cincinnati en el Riverfront Stadium. Enfrentándose a Mario Soto el 8 de abril, permitió tres carreras y ocho hits, ponchó a tres y dio una base por bolas para que los Rojos prevalecieran 4-1. En nueve aperturas en el Día Inaugural, tuvo marca de 2-4 sin decisiones en tres. Su última aparición en las mayores fue el 19 de mayo de 1985 contra los Padres de San Diego en el Estadio Olímpico. En 4 2⁄3 entradas de trabajo, permitió seis carreras y once hits mientras caminaba dos y ponchó a uno en la derrota por 8-3. Terminó con un récord de 2-4 y una efectividad de 5.68 en ocho juegos y 38 entradas de trabajo. Tuvo 18 ponches y 20 bases por bolas. Fue puesto en libertad por el equipo dos días después. Más tarde firmó con los Angelinos de California y los Medias Blancas de Chicago, pero no lanzó para ninguno de los equipos. Su última salida fue para los Edmonton Trappers, el equipo Triple A de California en la Liga de la Costa del Pacífico.
En una carrera de 13 años, Rogers registró un récord de 158-152 con una efectividad de 3.17 y 1621 ponches en 2837 2⁄3 entradas. Lanzó 129 juegos completos con 37 blanqueadas en 399 apariciones, 393 como titular. Al final de la temporada 2017, Rogers es uno de los 173 jugadores que ha jugado toda su carrera con un equipo, incluido el único que lo hizo con los Expos.

## Publicar carrera como jugador
Rogers ahora reside en Princeton Junction, Nueva Jersey y trabaja para la Asociación de Jugadores de Béisbol de las Grandes Ligas.

## Aspectos destacados
- Cinco veces All-Star (1974, 1978–79, 1982–83)
- Dos veces lideró la Liga Nacional en blanqueadas (en 1979 [5] y 1973 [5])
- Lideró la Liga Nacional en ERA (1982)
- Tres veces entre los cinco primeros en la votación del premio Cy Young (1980, 1982-1983)
- Novato del año de la Liga Nacional de The Sporting News (1973)